# Coenosia attenuicornis
Coenosia attenuicornis är en tvåvingeart som först beskrevs av Malloch 1922.  Coenosia attenuicornis ingår i släktet Coenosia och familjen husflugor. Inga underarter finns listade i Catalogue of Life.